# 日語高低音調

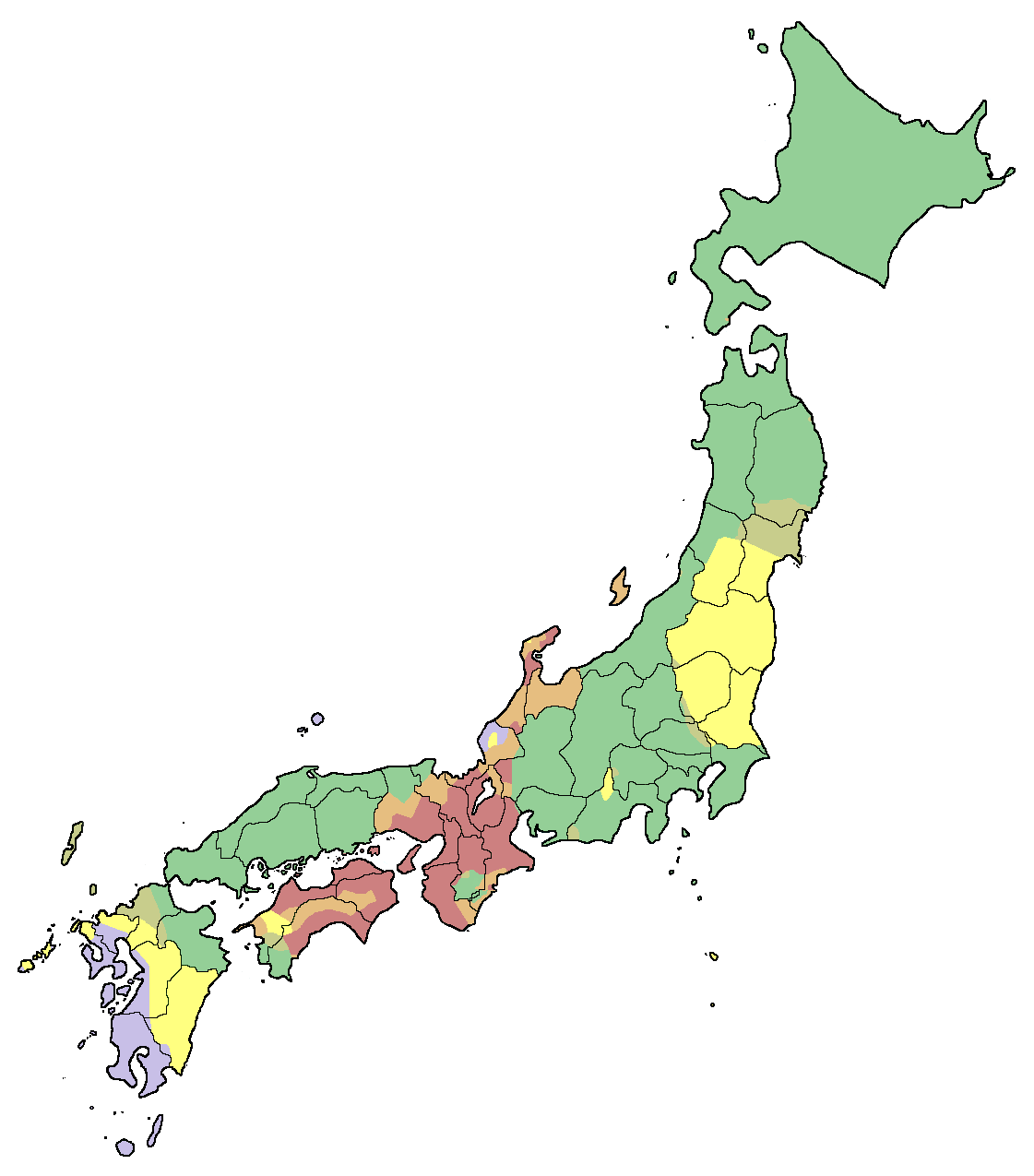
日语声调类型
京阪式声调（下降核 + 起始音高）
东京式声调（下降核）
二型式声调（固定下降核）
无声调
过渡声调类型（东京-京阪）
过渡声调类型（东京-无声调）
（下文中有更详细的分类地图）

日語高低音调（日语：日本語高低アクセント，nihongo kōtei akusento，或译日語高低重音）是日語的特徵之一。它在多數的日語方言中被用來區分單字，尽管同一個字的音调在不同的方言中亦有不同。例如，在日语标准語中，「今」的發音為[iꜜma]，其调核在第一音節（在第一和第二音节之间有一个音位降阶），但在關西方言中，其發音為[i.maꜜ]。

## 日语标准语的声调
标准日语声调，也就是山之手方言的声调，被使用于各种播报中。当前的标准声调被记述于声调辞典中供母语者使用，例如和。新闻播音员等专业播音者必须遵守这样的声调规范。
尽管在一些面向外国人的日语教科书中有关于声调的内容，但是通常来说，学习日语的外国人在教学中是得不到足够的声调训练的。错误的声调是外国口音日语的一个显著的特点。

### 音调的音高
在日语标准语中，音调音调在单词中的体现是：
1. 當调核在第一音拍時：单词的音高起始于一个高位，在第二音拍中突然下降，此后音高稳定。音高的下降过程可以覆盖前两个音拍，或其中的某一个：音高的下降可以出现在第一个音拍末尾或第二个音拍的起始，取决于具体单词的发音。不论哪一种情况，在母语者的听感中调核是在第一个音拍。
2. 當调核不在第一个音拍和最后一个音拍时，初始音高在低位，并在一开始有一个音高上升，然后逐渐升高，在调核音拍达到最高，并在下一个音拍中突然下降。
3. 當单词沒有调核時，在前一或两个音拍中有一个初始的低音高，然后提升到中等音高并保持，并不会达到一个有调核词汇的调核所在的音高。日語稱這類的音调為「平板」。

值得注意的是，一组连续的词汇组成的语音上的单位也符合这一规则，比如一个名词和其后续的格助词。以名词“hashi”为例，它有2种音调形式，调核在第1个音拍的“háshi”（箸，筷子）；或者调核在第2个音拍（橋，桥）或平板无调核（端，边缘）的“hashí”。而“hashi”接续一个格助词“ga”构成的“hashiga”则有3种音调形式，调核在第1个音拍的“háshiga”、调核在第2个音拍的“hashíga”和无调核的“hashigá”。

### 高低二元音调表示法
上一章节所述为具体的音高，而在大部分的材料中，用来表示声调的是另一套模型：高低双调模型。在这种表示法中，每个音拍可以是高调（H）或低调（L）。调核音拍从高调下降到低调用“H*L”表示。
1. 如果调核在第1音拍，则首音拍为H，其余为L。例如H*L、H*L-L、H*L-L-L等。
2. 如果调核在第1音拍以外的位置，则第1音拍为L，从第2个音拍到调核音拍为H，其后的音拍为L。例如L-H、L-H*L、L-H-H*L、L-H-H*L-L等。
3. 如果音调为平板式（即无调核），第1音拍为L，其余为H。例如L-H、L-H-H、L-H-H-H等。

平板式的单词后有助词时，高音调会延伸到助词上，而有调核的单词后的助词为低音调。
尽管在这种表示法中，只有高和低两种音调，平板式单词中的H比有调核单词中的H实际音高要低。

### 音位降阶
很多语言学家用另一种方式分析日语声调。这种方式下，词汇被分类为有音位降阶和无音位降阶两类。有音位降阶的词汇，音位降阶出现在调核音拍和其后的音拍之间；无音位降阶的词汇，音高基本稳定，正如同日语中“平板”的字面意思。而词汇中的初始升调以及整个单词中的平缓升降不被看作词法上的声调，而是一种整体的韵律：如果一个词汇在第一个音拍上没有调核，它被读作低音调，并在后续音拍中逐渐升高直至调核音拍。这是一种短语级别的规律，当一个单词被单独发音时规则如上；当组成一个短语时，每个音位降阶会产生一个音调的下降，使得整个短语的音高逐渐降低。这种降低被称为音调阶梯。短语以接近说话者音调范围最低限处开始，并回到高位以待音位降阶发生。

### 对仅声调不同的单词的比较
日语标准语中，47%的单词是平板式，而26%的调核在倒数第3个音拍上。对于不同词性的词汇来说，分布又有很大不同。例如，70%的和語词为平板型，而汉语词中50%为平板型，外来语词汇中则仅有7%为平板。大体上，单音拍、双音拍的词汇调核多在第1个音拍上，3到4个音拍的词汇多为平板，多音拍的词汇调核几乎都在最后5个音拍上。
下表中列举了几个仅有声调不同的词汇/词组。使用表示音位降阶的国际音标符号[ꜜ]标注声调。
| 罗马字   | 下降核在第1音节    | 下降核在第1音节 | 下降核在第1音节 | 下降核在第2音节    | 下降核在第2音节 | 下降核在第2音节 | 无下降核（平板）  | 无下降核（平板） | 无下降核（平板） |
| -------- | ------------------ | --------------- | --------------- | ------------------ | --------------- | --------------- | ----------------- | ---------------- | ---------------- |
| hashi    | /haꜜsi/ [háɕì]     |                 | 筷子            | /hasiꜜ/ [hàɕí]     |                 | 桥              | /hasi/ [hàɕí]     |                  | 边缘             |
| hashi-ni | /haꜜsini/ [háɕìnì] |                 | （对）筷子      | /hasiꜜni/ [hàɕínì] |                 | （对）桥        | /hasini/ [hàɕīnī] |                  | （对）边缘       |
| ima      | /iꜜma/ [ímà]       |                 | 现在            | /imaꜜ/ [ìmá]       |                 | 起居室          |                   |                  |                  |
| kaki     | /kaꜜki/ [kákì]     |                 | 牡蛎            | /kakiꜜ/ [kàkí]     |                 | 篱笆            | /kaki/ [kàkí]     |                  | 柿               |
| kaki-ni  | /kaꜜkini/ [kákìnì] |                 | （对）牡蛎      | /kakiꜜni/ [kàkínì] |                 | （对）篱笆      | /kakini/ [kàkīnī] |                  | （对）柿子       |
| sake     | /saꜜke/ [sákè]     |                 | 鲑鱼            |                    |                 |                 | /sake/ [sàké]     |                  | 酒（日本酒）     |
| nihon    | /niꜜhoɴ/ [níhòɴ̀]   |                 | 两根            | /nihoꜜɴ/ [nìhóɴ̀]   |                 | 日本            |                   |                  |                  |

## 日语方言的声调

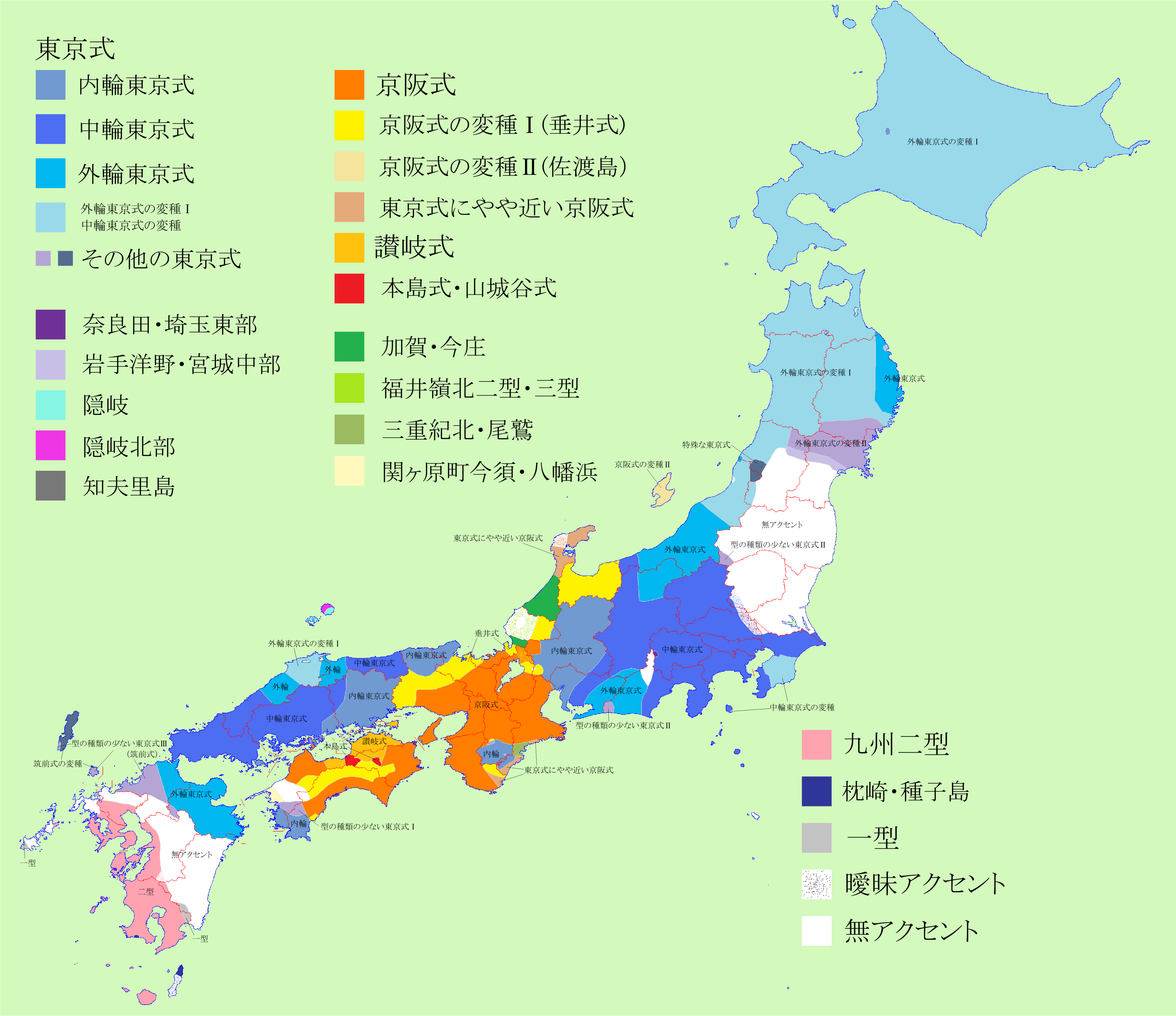
日语各方言的声调类型。

日语的方言大多数都具有高低声调，而非如同英语那样的重音。也有少数方言连高低声调也没有，为无声调的方言。有声调的方言中，大部分以音高下降的位置来区分声调。例如，东京方言中，读作“，下降的位置在之后（高音的音拍以粗体字表示，本节以下同）；则是，下降的位置在后；是，不下降。音高下降之前的音拍称作下降核（声调核）。用表示。东京方言的“雨”属于型声调，“足”属于型声调，属于型（无声调核）声调。
日语声调因方言而异，而且各种音调之间有对应规律。例如在东京都读作“低高高”，在京都则都读作“高高高”；在东京都读作“低高低”，在京都则都读作“高低低”；在东京都读作“高低低”，在京都则读作“低高低”。这样的有规律的对应关系不仅存在于东京和京都方言之间，也广泛的存在于全国的各方言。也就是说，全国的所有方言的声调是从一个共同的始祖声调体系分化而来的。凭借文献资料和对现代方言的研究得知，平安时代的京都方言的声调体系是最接近共同始祖声调体系的。以始祖体系中存在的声调类型为词语分类，称之为语类。2拍的名词有5个语类，上文的为第1类，为第3类，为第5类。现代日语各方言的声调，是与平安时代京都声调类似的始祖声调经过各种各样的变化而形成的，各方言里都有一些不同的类归并为相同的声调型。这一点可以做比较。
全国的方言声调分布如右图所示。分布较为广泛的声调类型有东京式声调（乙种声调）、京阪式声调（甲种声调）、二型式声调（西南九州式声调）。此外还有一些变种声调和中间声调类型。

## 各方言声调类型

### 东京式声调
东京式声调分布于北海道、东北北部、关东西部、甲信越、东海（三重县除外）、奈良县南部、近畿西北部、中国地方、四国西南部、九州东北部。东京式声调按照距离近畿地区的远近进一步划分为内轮东京式、中轮东京式和外轮东京式，它们还各自有一些变种。东京式声调类型以下降核的位置区分。下面的表格中列出的是中轮东京式声调中的声调类型，标准日语也属这一类型。对于一拍的名词，在后边接续助词如的时候，型词汇，如“子”的声调是，型词汇，如“木”的声调是。
|         |     | 例词 | 声调型 |
| ------- | --- | ---- | ------ |
| 1拍名词 | 1类 |      |        |
| 1拍名词 | 2类 |      |        |
| 1拍名词 | 3类 |      |        |
| 2拍名詞 | 1类 |      |        |
| 2拍名詞 | 2类 |      |        |
| 2拍名詞 | 3类 |      |        |
| 2拍名詞 | 4类 |      |        |
| 2拍名詞 | 5类 |      |        |
| 2拍动词 | 1类 |      |        |
| 2拍动词 | 2类 |      |        |

内轮、外轮东京式声调与中轮相比有一定差异。内轮东京式的1拍名词第2类为型，外轮东京式的2拍名词第2类为型。

#### 东京式声调的变种
北海道以及东北北部的大部分、岛根县东部出云地区的外轮东京式声调，以及千叶县中部的中轮东京式声调中，同一类单词也会因为其中某一个音节是宽元音（a,e,o）还是窄元音（i,u）而导致声调不同。例如在新潟县北部、山形县北部、秋田县、岩手县的一部分以及青森县津轻地区等北东北方言区，2拍名词的第4类、第5类在第2拍是窄元音（例如）时仍保持发型，但在第2拍是宽元音（例如）时は发型，与第3类一致。
还有些地区的声调虽然归为东京式，但型的种类较少，2拍名词只有两种类型的声调。例如在岩手县南部、宫城县北部、福岛县南会津郡西部、静冈县湖西市原新居町，1拍名词的声调与中轮、外轮东京式相同，但2拍名词第1、2类均为型，第3、4、5类均为型，而3拍名词也只有型、型与型，也没有头高型。而在福冈县筑前地区以及长崎县的壹岐岛、对马岛，2拍名词只有型与型，没有平板型。其中福冈筑前地区的大部分以及壹岐岛、对马岛西南部是第1、2、3类统一为型，第4、5类统一为型。在福冈市博多附近以及糟屋郡则是第1、2类中第二音节为宽元音的与第3类统一为型，第1、2类中第二音节为窄元音的与第4、5类统一为型。而在对马岛的大部分地区，第1、2、4、5类以及第3类中第二音节为窄元音的均统一为型，仅第3类中第二音节为宽元音的为型。。另外，福冈县筑前地区的动词、形容词也没有平板式声调，均采用起伏式声调。
在静冈县中西部，大部分东京式声调中为的3拍一段动词第2类发声调，例如的声调是。在滨松市附近，3拍形容词第2类亦发此声调，例如的声调是。
在山形县鹤冈市的大鸟地区以及新潟县村上市的三面地区，基本声调都与附近的东北外轮东京式声调相同，但第2类都发头高型声调。
在大部分的东京式声调中，第1拍与第2拍的高低都相反，例如”“。但在北奥羽方言区、鸟取县中部和东部以及广岛县西部地区，有一种只有声调核为高音，其他拍都是低音的现象，例如”"。这种声调又叫做“卓立调”或者“一拍卓立调”。在北奥羽方言中，平板型的词语在发音时声调也往往不上升，所有拍都是低音，因此不加助词也能跟尾高型声调区别开。在名古屋市以及岐阜市附近地区，3拍以上的平板型词语会在第2拍之后声调才上升，例如等。而在兵库县北的但马地区南部的声调则可能第1拍就是高音，例如平板型为，尾高型为。
在大部分的东京式声调中，声调一旦下降则不会再上升，但在鸟取县鸟取市的西端、汤梨滨町附近，高知县原中村市等地，3拍以上词语在后接助词时会出现等头高型词语在声调下降后重新上升的现象，又称为“重起伏调”或“连动卓立调”、“初拍卓立调”等。
在东北地区北部的青森县青森市、弘前市，岩手县雫石町等地还有一种特殊的现象，就是虽然单独说一个词的时候声调与东京口音相同，但当后面接有助词时，助词的音高通常不下降，因此有学者认为这些地方的声调具有“上升核”，上升核及其之后音高提高。例如在弘前方言中，单独说时为，但当后面接有助词的时候则变为；单独说时为（第2拍内音高下降），但当后面接有助词的时候则变为。可以看出弘前方言的音调区别主要是在上升核的位置，声调下降只可能发生在句子完结或者词语开头的地方。例如为型、は型，都是从声调核的地方音高提高。3拍词语中，型有"“等，型有”“等，型有”“等例子。
在东京式声调与无声调地区交界处的埼玉县东部，有一类特殊的声调，叫做“埼玉东部声调”或“埼玉特殊声调”。主要特点是在大部分声调中分为同一类的词语（例如与均为第5类）的发音也不相同，声调型的区别并不明显。该种声调内部差异也较大，例如在莲田市会说，而在加须市会说。该种声调在二战以前还分布在现今东京都足立区、江户川区以及千叶县浦安市附近地区，但二战结束后这些地区都转为东京式声调。在栃木县佐野市、群马县馆林市以及板仓町附近也有类似的声调。

### 京阪式声调
京阪式声调分布于从近畿地区的大部分到福井县小滨市附近、岐阜县揖斐川町、四国的大部分地区。京阪式声调与东京式声调不同，除了用下降核（声调核）的位置，还使用词头的高低来区分声调型。词头音调高的称为高起式，音调低的称为低起式，用H表示高起式、L表示低起式。例如，2拍的名词有H型、L型、H型、L型。H型词汇，如，从第1音拍开始就是高音并平板式地持续到末尾；L型如，以低音开始，逐渐上升；H型如，类似东京式的型；L型如，类似东京式的型。京阪式声调中存在音拍内音高下降的现象，如近畿中央地区口音，在后没有助词、单独发音时，在音拍中音高下降。
|         |     | 例词 | 声调型 |
| ------- | --- | ---- | ------ |
| 1拍名词 | 1类 |      |        |
| 1拍名词 | 2类 |      |        |
| 1拍名词 | 3类 |      |        |
| 2拍名词 | 1类 |      |        |
| 2拍名词 | 2类 |      |        |
| 2拍名词 | 3类 |      |        |
| 2拍名词 | 4类 |      |        |
| 2拍名词 | 5类 |      |        |
| 2拍动词 | 1类 |      |        |
| 2拍动词 | 2类 |      |        |

### 京阪式声调的变种

#### 垂井式声调
在近畿地区的边缘地带、四国的山区以及北陆的一部分地区，分布有一类来源于京阪式声调，但失去词头高低音辨别能力的声调，称为“垂井式声调”。其中，在兵库县赤穗市、相生市、龙野市以及和歌山县新宫市、田边市原本宫町地区，2拍名词第5类为““或”“，第1、4类合并为或，第2、3类为，非常类似于东京式声调的型、型与型，又被称为C型（垂井式）声调。而在该声调名称的来源地岐阜县垂井町以及福井县大野市、胜山市，京都府福知山市，兵库县丹波市等地，第1、4类亦为型，而第2、3、5类则合并为型，又被称为B型（垂井式）声调。
富山县的方言大致上为B型声调，但根据第2拍的元音的宽窄不同声调亦有所不同。在第2、3、5类中，第2拍为宽元音的声调为型，而第2拍为窄元音的声调才为型，听感上类似于东京式声调。

#### 赞岐式声调
在四国东北部的香川县全境（除东香川市的原引田町地区以及伊吹岛、佐柳岛等少数岛屿以外，包括小豆岛等岛屿）、德岛县西北部、爱媛县东部分布有一类与京阪式声调较为接近的声调，称为“赞岐式声调”。很多学者认为该类声调是起源于平安时代以前京都附近的声调。该类声调中，2拍名词第3类与第1类合并为““或”“，第2类为““、第4类为““（低平板调）、第5类为““（在高松市区方言中第2拍中音高下降）。该地区虽然面积较狭小，但可分为许多种不同的亚种，例如观音寺式、丸龟式、高松式、粟岛式（盐饱本岛式）、土庄式、直岛式等。在分布于盐饱本岛、粟岛、爱媛县四国中央市、德岛县原山城町、原一宇村的粟岛式声调中，2拍名词第2类为型、第4类为型，而第1、3、5类合并为型。
|         |     | 例词 | 观音寺市、丸龟市 | 高松市                              | 土庄町小濑（小豆岛） | 盐饱本岛、粟岛 | 直岛                                |
| ------- | --- | ---- | ---------------- | ----------------------------------- | -------------------- | -------------- | ----------------------------------- |
| 1拍名词 | 1类 |      |                  |                                     |                      |                |                                     |
| 1拍名词 | 2类 |      |                  |                                     |                      |                |                                     |
| 1拍名词 | 3类 |      |                  |                                     |                      |                |                                     |
| 2拍名词 | 1类 |      |                  |                                     |                      |                |                                     |
| 2拍名词 | 2类 |      |                  | （第2拍为宽元音） （第2拍为窄元音） |                      |                |                                     |
| 2拍名词 | 3类 |      |                  |                                     |                      |                |                                     |
| 2拍名词 | 4类 |      |                  |                                     |                      |                | （第2拍为宽元音） （第2拍为窄元音） |
| 2拍名词 | 5类 |      |                  |                                     |                      |                |                                     |

|           |     | 例词 | 观音寺市                  | 高松市                    |
| --------- | --- | ---- | ------------------------- | ------------------------- |
| 2拍动词   | 1类 |      |                           |                           |
| 2拍动词   | 2类 |      |                           | （五段动词） （一段动词） |
| 3拍动词   | 1类 |      |                           |                           |
| 3拍动词   | 2类 |      | （五段动词） （一段动词） |                           |
| 3拍形容词 | 1类 |      |                           |                           |
| 3拍形容词 | 2类 |      |                           |                           |

#### 真锅岛、佐柳岛与伊吹岛的声调
在冈山县笠冈市真锅岛的方言中，2拍名词第1、5类为，第4类为，第2类为（第2拍中音高下降），第3类为型。香川县多度津町佐柳岛的声调与此相似，但体系更为复杂，据金田一春彦所述为调型最为复杂的一种方言。
而在香川县观音寺市伊吹岛的方言中，2拍名词5个类别的声调类型全部不同，有研究者称是最接近平安时代京都口音的声调。

#### 带有东京式声调色彩的的京阪式声调
在和歌山县那智胜浦町和三重县度会郡南部，高起式的第一音拍读作低音。例如，京阪式的读作。但是当出现在没有声调核的词语，例如之后，则第一音拍高音，读作，而低起式的词语在这种情况下第一拍仍然为低音，从而能够和低起式声调型相区分。
根据山口幸洋的研究，从三重县尾鹫市原早田村地区到熊野市海岸地区、御滨町、纪宝町一带的口音中，2拍名词第1类为型，第2、3类为型，第4类为不上升的平板调，第5类为型，又被称为熊野式声调。第2、3类词汇例如单独发音时作，但在后面接助词时通常会变为；第1类词汇如，则允许有几种变体，并且不会与第4类相混淆。第4类中有比较少见的现象，例如，前面有词语如时，读如。
石川县能登地区的口音地域差异非常大，但在能登方言主流口音中，2拍名词第1类读作，第2、3类读如，第4类读作低平板式的，第5类单独时读作，后接助词时为。故而能登的口音中“低高高”“低低高”“低低低”是可以区分开的。另外第二拍的元音依宽窄不同发音有所区别。金田一春彦认为，能登方言的声调是从京阪式到东京式声调变化途中的声调体系。

### 准京阪式诸声调

#### 佐渡式声调
在新潟县佐渡岛，岛屿北端和西南部的2拍名词第1、5类为型，第2、3类为型，第4类为型。而在中部等大部分地区则是第1、4、5类合并为型，第2、3类同样为型。

#### 加贺式声调
在石川县南部的加贺地区，白山市原白峰村地区的方言中2拍名词第1类为（中高-低）型，第2、3类为型，第4、5类为型。而3拍词语中，室町时代京都口音中的型变为型，型变为型，型变为型，而型与型合并为型。或者之类的声调也被称为下降式声调，通常情况下是第二拍最高，第三拍之后缓缓下降，不带助词的2拍词语则是第1拍最高，第2拍中有所下降。在原加贺国的平原地区则是依照元音的宽窄来发生变化，例如在加贺市大圣寺地区，2拍名词第1、2、3类中，第二拍是窄元音的为型，而第二拍为宽元音的为型。昭和时期出生的人所说的新派金泽话中，2拍名词第1、2、3类第二拍是窄元音且为浊辅音的为型，第二拍为宽元音或清辅音的为型。但大正时期以前出生的人所说的老派金泽话中，第1类全为型，与第2、3类不同，但第4、5类无论老派新派全为型。而在福井县南越前町原今庄町，2拍名词第1、2、3类全为型，第4、5类全为型。

#### 其他
在岐阜县关原町今须地区以及爱媛县八幡滨市，也是第1、4、5类合并为型，第2、3类为型。而通过研究3拍词语可以看出，室町时代京都口音中的型（例如），型（例如），型（例如"“）都合并为型，型（例如"“）变化为型，型（例如"“）则变化为型。
在三重县纪北町以及奈良县下北山村池原地区，2拍名词第1类为型，第2、3类为型，第4、5类为型，以纪北町内的地名命名为长岛式声调。而附近的尾鹫市中心九鬼地区的声调（称为尾鹫式声调）与长岛式较为接近，但更为复杂。第1类为型，第2、3类为型。第1类例如、，会将助词与词根连起来发音。而第4、5类单独发音时都为高，例如，但当前面出现型的时，会变调成，都变成低音。另外，出现在第4、5类之后的词也要都发低音，例如，但如果有助词的话则会发生连音，例如。金田一春彦将这种现象解释为第4、5类的词在首字之前有一个声调核，而在第2拍之后也有一个声调核。而在同一城市的古江地区，2拍名詞第1类为型，第2、3、4、5类则都合并为型。
还有一些东京式声调与垂井式声调的分布地区交界的的地方，例如兵库县赤穗市福浦地区、佐用町末包地区，奈良县五条市大塔町阪本地区、天川村中谷地区，岐阜县海津市南浓町境地区、松山地区等。这些地区的2拍名词只有第1类为型，第2、3、4、5类则都合并为型，又被称为A型（垂井式）声调。有些研究者会將其归类为垂井式声调的一种，但由于这种声调中第4类与第1类是分开的，因此有可能与垂井式声调并不是同一类声调。而在冈山县备前市日生町寒河地区，2拍名词第1类为型，第2、4、5类为型，而第3类为型。虽然较为接近东京式声调，但第1、2、3类的声调均不同这一点上还是有所区别。

### 奈良田式声调
大部分日语方言都是依据音高下降的位置划分声调类型（京阪式声调中还包括词头的高低），但有一类方言却是根据音高上升的位置划分声调类型。除在东京式声调的变种一节中叙述过的北东北声调以及埼玉东部声调以外，在山梨县早川町的奈良田地区也有这样一种声调。该地的口音是依据“上升核”○来区分声调类型，这种上升核具有使接在其后的一拍音高上升的功能。在奈良田方言中，上升核的位置与附近的中轮东京式声调一致，可看作是中轮东京式声调的变种，但音高则与中轮东京式声调相反。奈良田式声调中除头低型外原则上词头都是高音，例如词中也没有声调核的，在东京式声调中为平板型的，而在该地的方言中为。另外，原则上只有上升核之后的一拍的音高会上升。例如，型的为、型的为，而3拍词语中则有型的，型的，型的与型的。

### 隐岐方言的声调
虽然岛根县隐岐群岛面积不大，但方言声调的地域差异很大，主要可以分为知夫里岛，西之岛、中之岛、岛后南部，岛后北部（都万、五箇、中村）3大类，但实际上每个自然村落都有细微的差别。下表显示的是几个代表性地点的声调情况（例如在知夫里岛，为”“）。除知夫里岛以外的地区总共有三种声调形式，知夫里岛只有两种（第1、3型合并为一种）。
| 声调形式 | 词类               | 词例 |
| -------- | ------------------ | ---- |
| 第1型    | 2拍名词第1类       |      |
| 第1型    | 2拍动词第1类       |      |
| 第1型    | 3拍名词第1、2、4类 |      |
| 第1型    | 3拍动词第1类       |      |
| 第2型    | 1拍名词第1、2类    |      |
| 第2型    | 2拍名词第2、3类    |      |
| 第2型    | 3拍名词第5类       |      |
| 第2型    | 3拍动词第2类       |      |
| 第3型    | 1拍名词第3类       |      |
| 第3型    | 2拍名词第4、5类    |      |
| 第3型    | 2拍动词第2类       |      |
| 第3型    | 3拍名词第6、7类    |      |

| 声调形式     | 声调形式       | 第1型  | 第2型  | 第3型  |
| ------------ | -------------- | ------ | ------ | ------ |
| 隐岐主流声调 | 别府（西之岛） | ...... | ...... | ...... |
| 隐岐主流声调 | 海士（中之岛） | ...... | ...... | ...... |
| 隐岐主流声调 | 西乡、东乡     | ...... | ...... | ...... |
| 隐岐主流声调 | 原田           | ...... | ...... | ...... |
| 隐岐主流声调 | 布施           | ...... | ...... | ...... |
| 五箇声调     | 五箇、都万     | ...... | ...... | ...... |
| 五箇声调     | 中村           | ...... | ...... | ...... |
| 知夫声调     | 知夫           | ...... | ...... | ...... |

### 二型式声调

#### 西南九州二型式声调
在从长崎县南部到鹿儿岛县的九州西南部分布有一种二型式声调。二型式声调是指无论词中有多少音节，声调的类型都只有两种（西南九州二型式中称为A型与B型）。九州西南部的二型式声调中，词语都只属于A型或B型。例如在鹿儿岛县的大部分地区，A型词是类似于这种倒数第二个音节为高音的词语，而B型词是类似于这种最后一个音节为高音的词语。而在长崎县南部地区，A型为，B型为。总的来说，在这些地区1拍名词第1、2类为A型，第3类为B型；2拍名词第1、2类为A型，第3、4、5类为B型。
鹿儿岛县枕崎市附近地区以及种子岛的声调则是由这种二型式声调变化而来。

#### 三国式声调
在福井县坂井市原三国町及其附近的岭北平原地区，分布有一种二型式声调，但由于周围均为无声调地区，因此两型的区别并不严格。总的来说，2拍名词中，第1、4、5类通常发音为，第2、3类通常发音为。可以看出，这种声调中两种类型的主要区别就在于有无下降声调核，第1、4、5类有声调核，而第2、3类没有。

### 一型式声调
在宫崎县都城市以及鹿儿岛县志布志市的原志布志町附近分布有一种一型式声调。这种声调中每个词组或者每个单词都只有最后一个音节为高音（例如“，”），因此如果失去上下文联系的话便无法用声调判别词义，仅可用来判别词组。

### 无声调
在东北地区南部，关东地区东北部以及八丈岛，静冈县大井川上游地区，福井县岭北地区平原，爱媛县中南部与高知县梼原町，长崎县北部、福冈县筑后地区、熊本县大部分、宫崎县等九州中部的带状区域，长崎县五岛列岛等地区的方言中，声调不具有任何语法意义，又被称为“崩坏一型式声调”（類似現代韓語）。例如与两词的发音可能为、中的任意一种。

## 外部連結
- Japanese word accent speech analysis
- OJAD - 在线日语声调辞典 （页面存档备份，存于）